# Mordechaj Miszani
Mordechaj Miszani (hebr.: מרדכי משעני, ang.: Mordechai Mishani, ur. 10 kwietnia 1945 w Tel Awiwie, zm. 9 kwietnia 2013) – izraelski prawnik, wojskowy i polityk, w latach 2001–2003 poseł do Knesetu.

## Życiorys
Urodził się 10 kwietnia 1945 w Tel Awiwie w ówczesnym brytyjskim mandacie Palestyny.
Służbę wojskową ukończył w stopniu majora. Ukończył studia prawnicze i pracował w zawodzie.
W wyborach w 1999 bezskutecznie kandydował do parlamentu z listy koalicji Jeden Izrael. W piętnastym Knesecie znalazł się jednak 15 lutego 2001, po rezygnacji Eliego Goldschmidta. Zasiadał w kilku komisjach parlamentarnych.
Już 7 marca wraz z Dawidem Lewim i Maksimem Lewim opuścił Jeden Izrael i do końca kadencji zasiadał w ławach poselskich jako poseł Geszeru.
Zmarł 9 kwietnia 2013, dzień przed sześćdziesiątymi ósmymi urodzinami.
Znał arabski i angielski.